# غاي رو
غاي رو (بالفرنسية: Guy Roux)‏ (18 أكتوبر 1938 في كولمار) لاعب ومدرب فرنسي معتزل .

## النشأة
ولد غاي رو في 18 أكتوبر 1938 بمدينة كولمار . في سنة 1940 تم أسر مارسيل رو والد غاي رو أثناء الحرب العالمية الثانية . نتيجة لذلك قررت والدة غاي رو أخذ وليدها والانتقال إلى منزل والدها موريس لوري في مدينة أبويجني . في 18 أكتوبر 1943 دخل غاي رو المدرسة في سن الخامسة في صف السيدة تينتوريير ثم انتقل إلى صف السيد تينتوريير . في 14 يوليو 1944 نظم السيد تينتوريير مباراة كروية بين الجنود الإنجليز والجنود الفرنسيين تحت مراقبة الجنود الالمان . ومن خلال هذه المباراة شاهد غاي رو أول مباراة لمنتخب فرنسا . فيما بين 1945 و1947 بدأ الصبي غاي رو يلعب الكرة مع أقرانه في مدينة أبويجني (خصوصا مع الأخوين شيبيارد) . لقد كان يتم استخدام شجرتي بلوط في الساحة الخلفية للمدينة على هيئة مرمى . في البداية كانوا يلعبون بكرة مطاط ثم تم استبدالها بكرة قدم حقيقية . في سنة 1947 تعرضت والدة غاي رو إلى مرض شديد أدى إلى إصابتها بالشلل النصفي . في ظل مرض الأم وغياب الأب بسبب الأسر فإن غاي رو عاش طفولة تعيسة في كنف جده .
فيما بين سنة 1947 و1950 عاد غاي رو إلى منطقة ألزاس المحررة في كنف صديق مقرب للوالدين ثم انتقل للعيش مع عرابه في مدينة كولمار . في خلال ثلاث سنوات عشق غاي رو نادي كولمار عشقا جنونيا ووافق على أن يكون حامل للكرات أثناء تدريبات النادي . قرر في أوقات فراغه المشاركة في اللعب مع نادي سانت مارتن للناشئين . في سنة 1950 عاد غاي رو إلى مدينة أبويجني حيث أسس مع أصدقائه ناديا أسماه نادي إيتويل (الساحل) . خاض النادي العديد من المباريات الودية وعلى مدار سنة كاملة لم يتعرض النادي لأي خسارة . شارك في سباق الدراجات الهوائية الهواة والذي نظمه الأسطورة جان بويريير وكان دوما يحتل مؤخرة الترتيب ! في أثناء المباريات التي يشارك فيها أثناء اليوم المدرسي كان يقوم بدور اللاعب والمدرب في آن معا وبالتالي فإنه دخل مجال التدريب وهو في عمر 12 سنة . بالإضافة إلى لعبة كرة القدم فإن غاي رو مارس ألعاب كرة الطائرة، كرة السلة، كرة اليد، ألعاب القوى، والتزلج على الثلج .

## المسيرة الرياضية لاعباً
في سنة 1952 بعدما شاهده أحد الطلاب في السنة النهائية من مرحلة الثانوية قرر أن يجعله ينضم إلى نادي أوكسير تحت قيادة المدرب بيير جروسجان وهو ما تم بالفعل . في سنة 1955 حضر غاي رو أول مباراة دولية لمنتخب فرنسا وكانت أمام منتخب يوغوسلافيا (صربيا حاليا) والتي أقيمت في مدينة كولومب . يذكر أنه انتقل إلى مدينة كولومب على دراجة هوائية ! في سنة 1956 حمل غاي رو شارة قيادة نادي أوكسير للناشئين وتم اختياره ثاني أفضل لاعب في دوري الناشئين . في سنة 1957 وعندما أكمل غاي رو عامه التاسع عشر حصل على شهادة من معهد UFOLEP الرياضي .
انتقل إلى نادي ليموج لينضم إلى صديق الطفولة بيير فلاميون (الذي أصبح لاحقا أحد أهم لاعبي نادي تروا) . ونظرا لوجود العديد من اللاعبين المميزين في النادي فإنه تقرر إعارته إلى نادي بويتييرز لمدة موسم واحد . ثم قرر غاي رو ترك نادي أوكسير والالتحاق بمعهد لتخريج مدربي كرة قدم في عاصمة النمسا فيينا . في سنة 1958 بعد عودته من النمسا رفض التوقيع على أول عقد احترافي في مسيرته الرياضية كلاعب لأنه كان سيرتبط بنادي ليموج حتى يصل عمره إلى 35 سنة (حسب قوانين الاحتراف القديمة) وبالتالي فقد قرر اللعب في نادي الهواة .
فيما بين 1958 و1960 درس غاي رو في جامعة المدينة وحصل على شهادة الدبلوم في تخصص الفيزياء والكيمياء . درس تخصص القانون وإدارة الأعمال ولكن بدون أن يحصل على شهادة جامعة وقد كان رئيسا لنادي طلبة العلوم . في سنة 1960 حصل غاي رو على بعثة رياضية يستطيع من خلالها التدرب مع لاعبي نادي كريستال بالاس الإنجليزي (في أيام مجده الغابر) والاحتكاك بهم والاستفادة من خبراتهم المتراكمة . وكانت فترة البعثة شهر واحد فقط .

## المسيرة الرياضية مدرباً
في سنة 1961 قرر غاي رو أن يتقدم بطلب رسمي إلى نادي أوكسير من أجل أن يحوز على وظيفة مدرب للنادي الأول . من الأسباب التي ساقها من أجل قبول طلبه هي : الدقة في الإعداد، تحفيز اللاعبين على تحقيق الأفضل، تغيير وقت التدريب إلى فترة الظهر، النواحي المالية تعتمد على مدى إخلاص اللاعب في التدريبات . وعندما تم طرح هذا الموضوع للتصويت في اجتماع لمجلس إدارة النادي صوت 6 أعضاء ضد هذا القرار بينما صوت 4 أعضاء وكان من بينهم رئيس النادي جان جارناولت مع هذا القرار واستطاع جارناولت بنفوذه أن يتخذ قرار خطير غير من مجرى تاريخ النادي والكرة الفرنسية والأوروبية بتعيين غاي رو مدربا لنادي أوكسير الأول وهو لم يتجاوز الثالثة والعشرين من العمر وبراتب شهري يبلغ 600 فرنك فرنسي . في الفترة من 1962 و1964 أدى غاي رو خدمة التجنيد الإلزامية في ألمانيا . في خلال السنتين التي قضاهما هناك استطاع قيادة نادي الجنود الفرنسيين إلى التتويج ببطولة دوري الجنود 1962 والذي أقيمت مباراته النهائية في مدينة ترير . وشارك في بطولة الدوري العديد من الجنود من مختلف دول العالم . في 1 يناير 1963 على الرغم من أن هذا اليوم هو عيد رأس السنة الميلادية إلا أنه صدم بوصول خبر وفاة والدته المريضة وهو في ألمانيا . ولكن بعد عدة أشهر دخل جاري رو قفص الزوجية الذهبي .
في سنة 1964 عاد غاي رو إلى ناديه أوكسير بعد انتهاء فترة التجنيد الإلزامي في ألمانيا . قام غاي رو بإجراء تدريبات غير عادية للاعبي النادي من أجل رفع اللياقة البدنية . ومن هذه الأساليب الجري لفترة خمس ساعات ونصف الساعة من دون توقف في الغابة . في سنة 1965 عانى غاي رو من بعض المتاعب الصحية والتي أدت إلى استئصال إحدى كليتيه . في شهر نوفمبر من نفس السنة أصبح غاي رو والدا للمرة الأولى في حياته حيث أنجبت زوجته ولدا أسماه فرانسيس . في سنة 1966 قرر غاي رو للمرة الأولى في حياته حضور بعض مباريات بطولة كأس العالم والتي أقيمت في إنجلترا في شهر أغسطس . وافق غاي رو على كتابة مقالات عن البطولة لصالح جريدة يون ريبابليكان الفرنسية لتمويل جزء من مصاريف الرحلة .
في سنة 1970 توج نادي أوكسير بطلا لدوري منطقة بورغوندي وبالتالي تأهل إلى دوري الدرجة الثالثة للهواة . في سنة 1974 استطاع غاي رو قيادة نادي أوكسير للتعادل مع نادي سانت إتيان للهواة 1/1 في آخر أيام البطولة مما جعله يحتل المركز الرابع خلف البطل ليون ، سانت ايتيان، ومرسيليا وبالتالي فقد صعد إلى بطولة دوري الدرجة الثانية للمحترفين . في سنة 1978 حضر غاي رو نهائيات بطولة كأس العالم التي أقيمت في الأرجنتين . وبعد انتهاء البطولة وقبل العودة إلى فرنسا قرر السفر إلى الجارة البرازيل من أجل حضور تدريبات نادي فلامينغو الشهير من أجل اكتساب المزيد من الخبرة . وافق غاي رو على أن يكون المستشار الرياضي للفيلم السينمائي الرياضي مساعدة الرأس والذي قام بدور البطولة فيه الممثل الفرنسي الشهير جان-جاك أناود . في سنة 1979 شاهد ملايين الفرنسيين لأول مرة نادي أوكسير عبر جهاز التلفزيون ومن على مدرجات ملعب حديقة الأمراء وهو يخوض المباراة النهائية لبطولة كأس فرنسا والتي خسرها من نادي نانت العريق 1/4 .

### التأهل إلى الدرجة الأولى
في سنة 1980 توج نادي أوكسير بطلا لبطولة دوري الدرجة الثانية وبالتالي قاد غاي رو ناديا للانتقال إلى دوري الدرجة الأولى دوري المشاهير والأضواء . نتيجة للدور الكبير الذي قام به غاي رو في السنوات الماضية فقد تقرر تعيينه مديرا عاما في النادي . في 24 يوليو 1980 شارك نادي أوكسير في أول مباراة رسمية له في بطولة دوري الدرجة الأولى على ملعب نادي طولون وفي مواجهة نادي باستيا والذي كان يقضي فترة عقوبة اللعب خارج ملعبه وانتهت المباراة بخسارة نادي أوكسير 0/2 . في سنة 1981 تعرض غاي رو إلى صدمة عاطفية عنيفة إثر وفاة جده موريس لوري والذي كان مرتبطا به أشد الارتباط نتيجة تنشئته له والعلاقة القريبة التي كانت بينهما . في سنة 1984 اختارت قناة TF1 للمرة الأولى غاي رو ليكون معلقا على مباريات نهائيات بطولة كأس الأمم الأوروبية التي أقيمت في فرنسا .
في 19 سبتمبر 1984 شارك نادي أوكسير تحت قيادة غاي رو في أول مباراة قارية له وكانت أمام نادي سبورتنغ لشبونة البرتغالي على ملعب الأخير وانتهت بخسارة النادي الفرنسي 0/2 . في سنة 1986 في شهر ديسمبر تم اختيار غاي رو أفضل مدرب في فرنسا . في سنة 1988 في شهر ديسمبر تم اختيار غاي رو أفضل مدرب في فرنسا . في مارس 1993 نشر غاي رو أول كتاب من تأليفه بعنوان كرة القدم . في 20 أبريل 1993 خسر نادي أوكسير في الدور النصف النهائي من بطولة كأس الاتحاد الأوروبي على يد نادي بروسيا دورتموند الألماني بركلات الجزاء الترجيحية بعد التعادل في مجموع المباراتين 2/2 وبالتالي فشل في التأهل إلى المباراة النهائية .
في 14 مايو 1994 قاد غاي رو نادي أوكسير لتحقيق واحدة من أكبر البطولات في فرنسا وهي بطولة كأس فرنسا واحتفل بهذه المناسبة مع ابنه . في مارس 1996 قام غاي رو بتأدية أول إعلان تجاري في حياته وهو الإعلان عن سماد زراعي يطلق عليه باب . في 4 مايو 1996 حقق غاي رو مع نادي أوكسير بطولة كأس فرنسا للمرة الثانية في تاريخ النادي . في 11 مايو 1996 بانتهاء مباراة نادي أوكسير مع نادي غينغان بالتعادل فإن غاي رو حقق مع ناديه بطولة دوري الدرجة الأولى الفرنسي للمرة الأولى في تاريخهما . وأيضا جمع بين بطولتي كأس فرنسا ودوري الدرجة الأولى . في 11 سبتمبر 1996 شارك غاي رو مع نادي أوكسير في بطولة دوري أبطال أوروبا للمرة الأولى وخاض اللقاء الأول في مواجهة نادي أياكس أمستردام الهولندي وخسر بهدف نظيف . في 8 ديسمبر 1996 اختير غاي رو أفضل مدرب على مستوى القارة الأوروبية . اختارت مجلة فرانس فوتبول الفرنسية الشهيرة غاي رو أفضل مدرب للسنة في فرنسا . في يونيو ويوليو 1998 قام غاي رو بالتعليق على مباريات نهائيات كأس العالم التي أقيمت في فرنسا لصالح القناة التلفزيونية TF1 ومحطة الإذاعة Europe1 .
في يوليو 1998 بعدما قرر إيمي جاكيه اعتزال مهنة التدريب إثر قيادته منتخب فرنسا للفوز ببطولة كأس العالم تم ترشيح غاي رو من ضمن عدة أسماء لخلافة جاكيه . تم تجديد عقد غاي رو مع نادي أوكسير لمدة ثلاث سنوات . في 22 نوفمبر 1999 قلد رئيس الجمهورية الفرنسية السابق جاك شيراك وسام الشرف لغاي رو على إثر انجازاته الكبيرة في الكرة الفرنسية بشكل عام ونادي أوكسير بشكل خاص . في 2 مايو 2000 أعلن غاي رو عبر القناة التلفزيونية TF1 أنه سيعتزل مهنة التدريب في نهاية الموسم الحالي ومنصبه سيكون مفتوحا للجميع للتنافس عليه . في 13 مايو 2000 قاد غاي رو للمرة الأخيرة نادي أوكسير أمام نادي نانسي خسر 0/2 وبذلك احتل النادي المركز الثامن وتأهل للمشاركة في بطولة كأس انترتوتو . في مايو 2000 أدى إعلان تجاري لجهاز موبايل . أصدر كتاب جديد يتناول سيرته الذاتية بعنوان (التدريب حياتي) . في 19 مارس 2001 قدم غاي رو استقالته من رئاسة اتحاد المدربين الفرنسية التقنية الوطنية والتي كان يرأسها منذ سنة 1990 إثر خلاف حاد مع ريموند دومينيك (مدرب منتخب فرنسا الحالي) .
في 19 مايو 2001 غادر دانييل رولاند نادي أوكسير وتم تعيين غاي مكانه لتدريب نادي أوكسير . في 23 نوفمبر 2001 خضع غاي رو لعمليتين جراحيتين عاجلتين في القلب بينما قاد مساعده ألان فيارد نادي أوكسير مكانه . في 14 سبتمبر 2002 حطم غاي رو الرقم القياسي المسجل باسم قادر فيرود في عدد المباريات التي أشرف فيها على تدريب نادي في بطولة دوري الدرجة الأولى . وتم الاحتفال بهذا الإنجاز أثناء مباراة ناديي أوكسير وسوشو . في 31 مايو 2003 قاد غاي رو نادي أوكسير للفوز ببطولة كأس فرنسا للمرة الثالثة في تاريخهما . في 4 يونيو 2005 قاد غاي رو نادي أوكسير للفوز ببطولة كأس فرنسا للمرة الرابعة في تاريخهما . وبالتالي فإنه عاد الرقم القياسي المسجل باسم المدرب أندريه تشيوفا الذي قاد نادي ليل لتحقيق نفس البطولة أربع مرات في حقبة الخمسينات . في 5 يونيو 2005 أعلن غاي رو رسميا على القناة التلفزيونية Telefoot اعتزال مهنة التدريب نهائيا . في يونيو 2005 تم تعيين جاك سانتيني ليخلف غاي رو الذي أمضى في نادي أوكسير 44 سنة أي أكثر من نصف عمره . في يوليو 2005 وقع غاي رو على عقد يربطه بالقناة التلفزيونية Canal+ للتعليق على مباريات بطولة دوري الدرجة الأولى الفرنسي . تم تعيين غاي رو مستشارا لتدريبات ومباريات بطولة دوري الناشئين الفرنسي . في 16 مايو 2006 أقيمت مباراة تكريمية لغاي رو حضرها أبرز اللاعبين النجوم الذين أشرف على تدريبهم وهم إريك كانتونا ، بازيل بولي، وجان مارك فيريري . في 18 مايو 2006 أصدر الصحفي الفرنسي الشهير دومينيك جريماولت كتابا أسماه (الذكريات التي كانت بيننا) وتحدث فيها عن علاقته بغاي رو ونادي أوكسير .
في يونيو 2007 إثر استقالة فرانسيس جيلوت وافق غاي رو على العرض الرسمي المقدم من نادي لنس لتدريب النادي ووقع على عقد يمتد موسمين . في 25 أغسطس 2007 إثر تعرض نادي لنس لتعادلين سلبيين وخسارتين آخرها أمام نادي ستراسبورغ الصاعد بنتيجة 1/2 وعاد غاي رو للإعلان مجددا عن اعتزاله نهائيا مهنة التدريب .

## روابط خارجية
- غاي رو على موقع IMDb (الإنجليزية)
- غاي رو على موقع ألو سيني (الفرنسية)
- غاي رو على موقع ميوزك برينز (الإنجليزية)
- غاي رو على موقع ديسكوغز (الإنجليزية)
- غاي رو على موقع قاعدة بيانات الفيلم (الإنجليزية)
- غاي رو على موقع قاعدة بيانات كرة القدم.إي يو (الإنجليزية)
- غاي رو على موقع Soccerbase.com (مدرب) (الإنجليزية)
- غاي رو على موقع Soccerway.com (الإنجليزية)
- غاي رو على موقع عالم كرة القدم.نت (الإنجليزية)
- غاي رو على موقع كووورة